# Maytenus oleosa
Maytenus oleosa es una especie de planta de flores perteneciente a la familia  Celastraceae. Es endémica de Sudáfrica. Está considerada  en peligro de extinción por pérdida de hábitat. 

## Distribución y hábitat
Se distribuye por el sur de KwaZulu-Natal y el este de Transkei en la provincia del Cabo Oriental. La especie ha sido registrada en números razonables a lo largo de varios ríos en el Transkei. 
Es un árbol que se encuentra a lo largo de los arroyos y ríos. A menudo se asocia con Gymnosporia bachmannii en las orillas rocosas y lechos de ríos y arroyos, confinado a afloramientos de piedra arenisca. 
En Mkambati Reserva de Caza, la falta de protección efectiva, combinada con rápidos aumentos de la población humana y los desarrollos propuestos amenazan a esta y a muchas de las otras especies endémicas de la piedra arenisca de la región. También hay amenazas por las actividades agrícolas y el aumento de los asentamientos en el sur de KwaZulu-Natal.

## Taxonomía
Maytenus oleosa  fue descrita por A.E.van Wyk & R.H.Archer y publicado en S. African J. Bot. 53: 155 1987.
Etimología
Maytenus: nombre genérico de  maiten, mayten o mayton, un nombre mapuche para la especie tipo Maytenus boaria.
oleosa: epíteto latíno que significa "aceitosa"